# Río Bagmati
El Bagmati es un río que fluye por la ciudad de Katmandú, capital de Nepal. Este río se encuentra muy contaminado hoy en día.
El Bagmati empieza en Bagdwar (bag significa tigre y dwar puerta) en las colinas norteñas del valle de Katmandú y fluye hacia el corazón de esta ciudad. El templo de Lord Pashupatinath está situado en la ribera del río Bagmati; todos los demás ríos del valle desembocan en este.
El Bagmati termina su curso en el sur del valle.